# Eversberg (dorp)
Eversberg is een dorp in Duitsland, in de deelstaat Noordrijn-Westfalen, en wel in de gemeente Meschede in het Sauerland. Eversberg was in het verleden een stadje.
Het ligt ten oosten van de hoofdplaats Meschede, en had, volgens de gemeentewebsite, op 31 december 2021 1.685 inwoners.

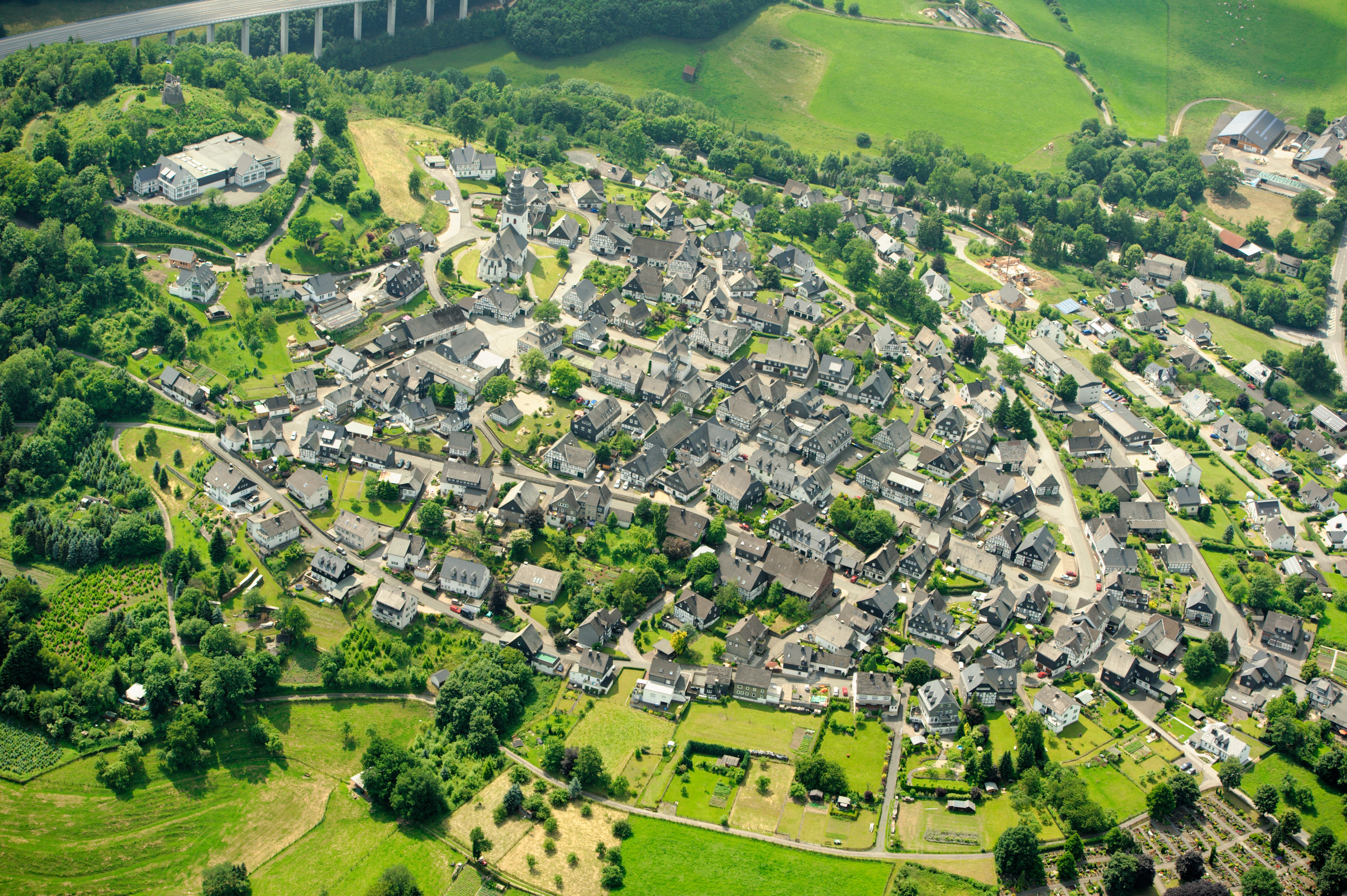
Luchtfoto (2013) van Eversberg

## Geschiedenis
In de 11e eeuw liet een zekere Eberhard, graaf van Arnsberg, een kasteel bouwen; de ruïne van de bergfried daarvan staat er nog; zie: Burg Eversberg.
In 1242 stichtte Godfried III, een andere graaf van Arnsberg de plaats Eversberg, en verleende het één jaar later reeds stadsrechten. In 1369 werd Eversberg, zoals het gehele graafschap, een deel van het Keurvorstendom Keulen.
In 1453 werd een grensgeschil met het aangrenzende plaatsje Velmede beslecht door een zogenaamde Schnadezug, een rondgang in aanwezigheid van burgers en gerechtsdienaars om de juistheid van de erfgrensmarkeringen te controleren. Sindsdien vindt zo'n Schnadezug jaarlijks plaats; het is intussen uitgegroeid tot een volksfeest.
In de late 18e eeuw had Eversberg een niet onbelangrijke textielnijverheid (huisweverijen). 
In 1975 verloor Eversberg de status van stad, doordat het deel ging uitmaken van een andere stad (Meschede).

## Bezienswaardigheden
- Ruïne, tevens uitzichttoren Burg Eversberg
- Het natuurschoon van het Sauerland
- Het streekmuseum van de gemeente Meschede staat te Eversberg.
- Oorlogskerkhof Eversberg, waar ruim 900 slachtoffers van de Tweede Wereldoorlog begraven liggen
- In Eversberg staan nog enige schilderachtige oude huizen
- De 13e-eeuwse rooms-katholieke kerk van Sint-Jan-Evangelist te Eversberg  heeft een overwegend 18e-eeuws barok interieur. De muurschilderingen in de kerk zijn echter 13e- en 14e-eeuws.

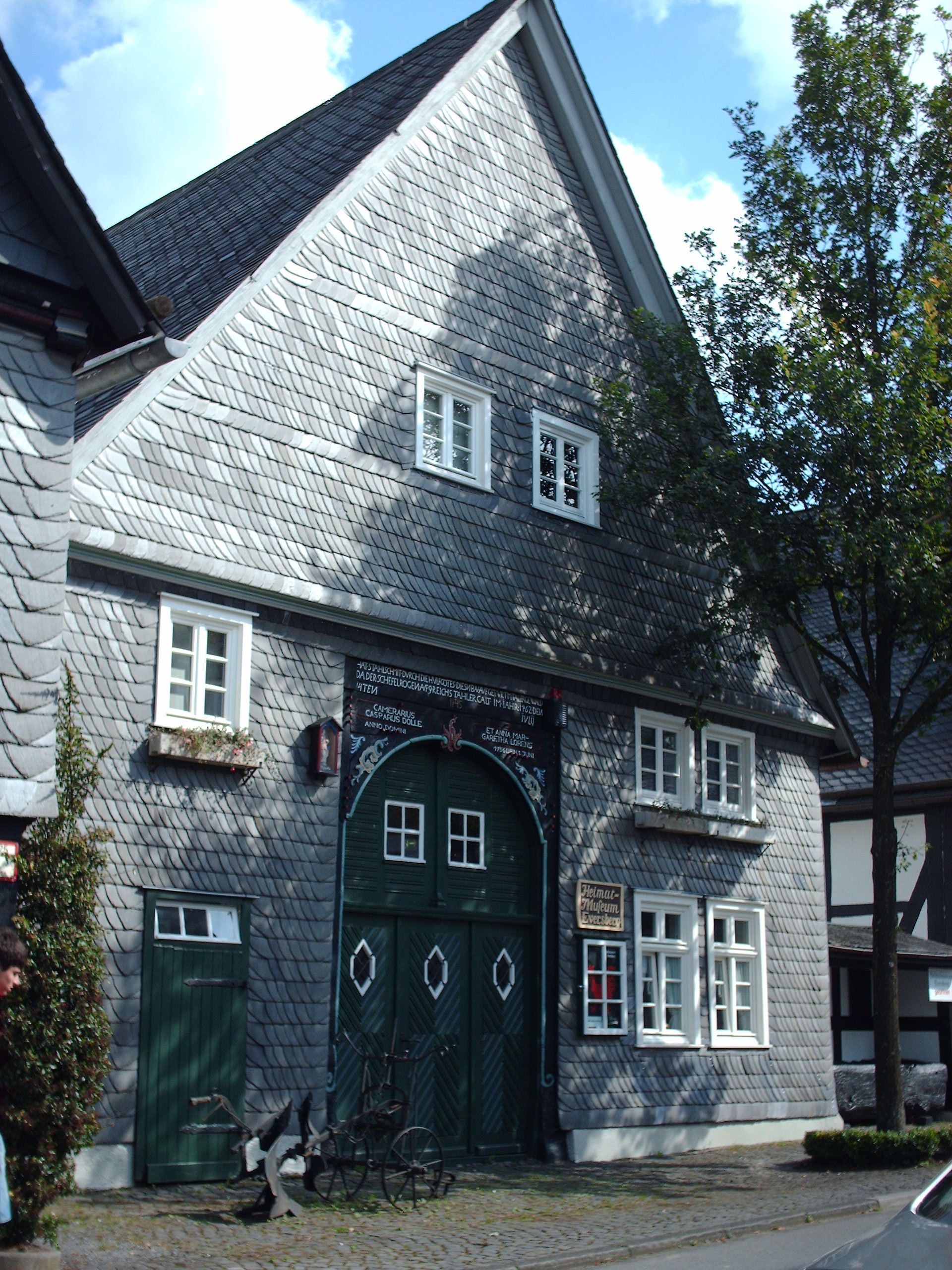
Streekmuseum gemeente Meschede
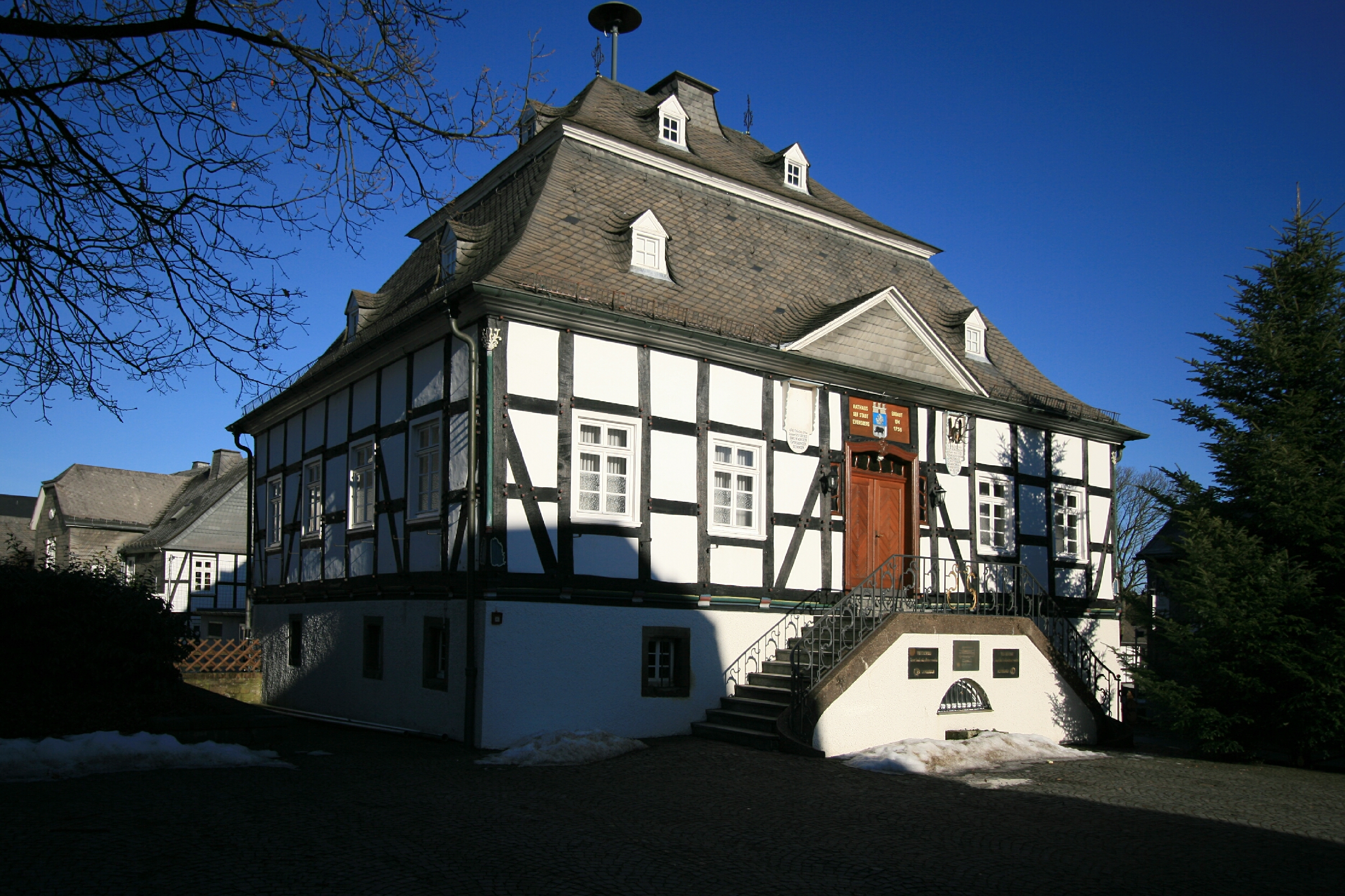
Voormalig stadhuis
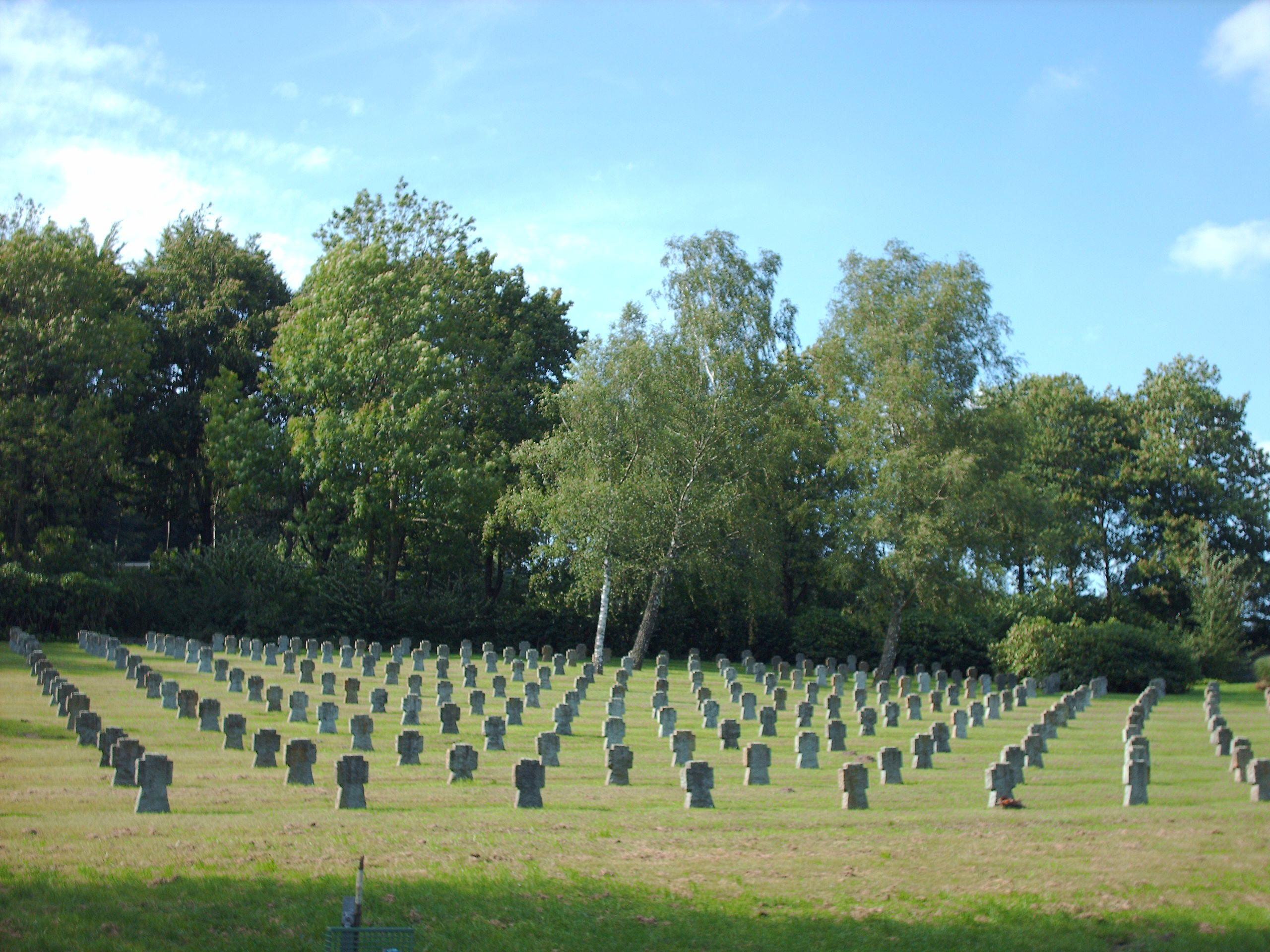
Oorlogskerkhof